# 東城翔也
東城 翔也（とうじょう しょうや、1995年11月15日 - ）は、日本の東京都板橋区出身のサッカー選手。ポジションはフォワード。ポルトガル3部リーグ・G.D. ヴィトリア・デ・セルナシュ所属。
カンピオナート・カリオカ・フリブルゲンセACに在籍している東城利哉は実兄。

## 経歴
幼稚園の頃から2人の兄の影響でサッカーを始め、高校2年生の時にフリブルゲンセACからオファーを受けてブラジルへ留学。17歳であったことからプロ契約を結べず、U-23チームで公式戦などに出場した。
2015年にポルトガル1部のCSマリティモへ完全移籍した。

## 所属クラブ
- 2013年  水戸ホーリーホック（特別指定選手）
- 2014年  フリブルゲンセAC
- 2015年 - 2019年  CSマリティモB
- 2019年 -  G.D. ヴィトリア・デ・セルナシュ